# Зененко Петро Михайлович
Петро Михайлович Зененко (*27 листопада 1887, Кишинів, Молдова — 27 червня 1971, Херсон, УРСР) — український художник, який працював в галузі монументально-декоративного мистецтва (мозаїка, інтарсія), член Спілки художників України.

## Біографія
Петро Зененко походить із дворянського роду, закінчив 2-й Московський кадетський корпус, продовжив навчання в Петербурзі в інженерному училищі. Брав участь в Першій світовій війні, служив штабс-капітаном в 38-й окремій саперній роті на Південно-Західному фронті.
Був інтернований до Болгарії, яка погодилась прийняти біженців. В Софії прожив 28 років, набув другої професії, навчався у художника В.П Ковалевського. Для виконання ряду великих замовлень при підготовці Всесвітнього фестивалю молоді та студентів у Бухаресті 1952 року був запрошений до Румунії. В співавторстві з румунськими майстрами оформив мозаїчні панно на головному стадіоні.
1955 року художник їде на Батьківщину. Живе та працює в Кишиневі, бере участь в художніх виставках. В ці ж роки було виконано панно «Залп Аврори» (флорентійська мозаїка) у співавторстві з ленінградськими художниками для станції метро «Балтійська».
Останні 11 років свого життя художник жив і працював у Херсоні. 1960 року вступив до Спілки художників України.